# Gordon Fee
Gordon Donald Fee (ur. 23 maja 1934, zm. 25 października 2022) – amerykański teolog pentekostalny, biblista, duchowny  Assemblies of God, tłumacz Biblii i autor komentarzy biblijnych.
Jego ojciec Donald Horace Fee był zielonoświątkowym pastorem. 
Fee zakwestionował zielonoświątkową doktrynę chrztu w Duchu Świętym i twierdził, że Biblia dostarcza zbyt mało dowodów na to, by traktować ten fenomen jako przeżycie oddzielnie od nawrócenia. Fee reprezentował pogląd, że we  wczesnym chrześcijaństwie chrzest w Duchu Świętym był częścią nawrócenia, ale ten niezbędny dla Kościoła dar zaniknął w wyniku zaniedbania. To zaniedbanie oraz powrót tego fenomenu na początku XX wieku sprawił, że zielonoświątkowcy uznali chrzest w Duchu Świętym za odrębne przeżycie.
Fee odkrył, że Kodeks Synajski w tekście Ewangelii Jana 1,1-8,38 oraz w kilku innych partiach Ewangelii Jana reprezentuje nie aleksandryjską, lecz zachodnią tradycję tekstualną.
Fee był jednym z tłumaczy New International Version (NIV) oraz jego rewizji, Today's New International Version (TNIV).
Od 1990 roku był głównym redaktorem serii komentarzy biblijnych New International Commentary on the New Testament (NICNT). W 2012 roku zrezygnował z tej funkcji po tym, jak zdiagnozowano u niego chorobę Alzheimera.

## Wybrane publikacje

### Książki wydane w Polsce
- Gordon D. Fee, Douglas Stuart, Jak czytać Biblię?, Wydawnictwo JR Szorc, 1982, ISBN 83-86247-04-5

### Książki anglojęzyczne
- How to read the Bible for all it's worth, Zondervan, 1981.
- The First Epistle to the Corinthians, NICNT 1987, 904 stron, ISBN 978-0-8028-2507-0
- 1 and 2 Timothy, Titus, NIBC, 1988, 332 stron, ISBN 0-943575-10-9
- God's Empowering Presence: The Holy Spirit in the Letters of Paul, BSIS, 1994, ISBN 0-943575-94-X
- Paul's Letter to the Philippians, NICNT, 1995, 543 stron, ISBN 978-0-8028-2511-7
- New Testament Exegesis: A Handbook for Students and Pastors, 2002, ISBN 0-664-22316-8
- Pauline Christology: An Exegetical-Theological Study, Baker Academic, 2007, 744 stron, ISBN 978-0-8010-4625-4
- The First and Second Letter to the Thessalonians, NICNT, 2009, 400 stron, ISBN 978-0-8028-6362-1
- Revelation: A New Covenant Commentary, New Covenant Commentary Series, 2011 ISBN 978-1-608-99431-1